# لاجنيكورت مارسيل
لاجنيكورت مارسيل (بالفرنسية: Lagnicourt-Marcel)‏ هي بلدية تقع في إقليم باد كاليه من منطقة نور با دو كاليه في شمال فرنسا. تبلغ مساحة هذه المدينة 8.42 (كم²)، وترتفع عن سطح البحر 83 م، يبلغ عدد سكانها 309 نسمة حسب إحصاء المعهد الوطني للإحصاء والدراسات الاقتصادية سنة 2009 م. وترأس Jean-Marie Peugnet البلدية خلال فترة (2008-2014).